# Dan Fogler
Daniel Kevin "Dan" Fogler (født 20. oktober 1976 i Brooklyn i New York) er en amerikansk skuespiller og komiker.

## Filmografi
- 2022 - Dumbledores Hemmeligheder
- 2018 - Grindelwalds forbrydelser
- 2016 - Fantastiske skabninger og hvor de findes
- 2011 - Milo på Mars
- 2011 - Take Me Home Tonight
- 2009 - Love Happens
- 2009 - Taking Woodstock
- 2009 - Fanboys
- 2008 - Kung Fu Panda
- 2008 - Horton og støvfolket hvem
- 2007 - Balls of Fury
- 2007 - Good Luck Chuck
- 2006 - School for Soundrels